# دوغ وارك
دوغ وارك (بالإنجليزية: Doug Wark)‏ هو لاعب كرة قدم أمريكي في مركز الهجوم، ولد في 24 ديسمبر 1951 في غلاسكو في المملكة المتحدة. شارك مع منتخب الولايات المتحدة لكرة القدم. أما مع النوادي، فقد لعب مع تامبا باي راوديز وسان خوزيه إيرث كويكس وشيكاغو ستينغ ونادي غوادالاخارا.

## وصلات خارجية
- دوغ وارك على موقع ناشيونال فوتبول تيمز (الإنجليزية)